# هایگروو (کالیفرنیا)
هایگروو (به انگلیسی: Highgrove) یک منطقهٔ مسکونی در ایالات متحده آمریکا است که در شهرستان ریورساید، کالیفرنیا واقع شده‌است. هایگروو ۸٫۳۳۶ کیلومتر مربع مساحت و ۳٬۹۸۸ نفر جمعیت دارد و ۲۹۰ متر بالاتر از سطح دریا واقع شده‌است.